# N-04A
docomo SMART series N-04A（ドコモ スマート シリーズ エヌ ゼロ よん エー）は、、日本電気（NEC、現：NECカシオ モバイルコミュニケーションズ）によって開発された、NTTドコモの第三世代携帯電話（FOMA）端末である。docomo SMART seriesの端末。

## 概要
スマートシリーズに属する、国内向けのNEC製端末では初のスライド型携帯電話。N705iに続く、「amadanaケータイ」第2弾となっていて、さらにHASYMOのメンバーがプロデュースする音楽コンテンツを用意する。スマートシリーズでは高機能な機種となっており、2008年ドコモ冬モデルのNEC端末の機能面においては、N-02AとN-03Aの間にあたる機種である。
「アークスライド」というデザインで、スライドしたときにわずかに液晶画面が斜めになる。
薄型コンパクトでありながら、3.0インチワイドVGA液晶、オートフォーカス付き約320万画素CMOSカメラ、Bluetooth、7.2MbpsFOMAハイスピード、「SRS TruMedia」などの機能を搭載している。ただし、NECの冬モデル端末では唯一GSMローミングに非対応。ドコモの新サービスではiコンシェル、iウィジェットの2つに対応する。
| 主な対応サービス                   | 主な対応サービス                                                    | 主な対応サービス                       | 主な対応サービス                                     |
| ---------------------------------- | ------------------------------------------------------------------- | -------------------------------------- | ---------------------------------------------------- |
| タッチパネル                       | FOMAハイスピード7.2Mbps                                             | Bluetooth                              | DCMX／おサイフケータイ                               |
| iアプリオンライン／地図アプリ      | 直感ゲーム／メガiアプリ                                             | iウィジェット                          | マチキャラ／iコンシェル                              |
| ホームU／ポケットU                 | GPS／ケータイお探し                                                 | デコメール／デコメ絵文字／デコメアニメ | iチャネル                                            |
| 着もじ／プッシュトーク             | テレビ電話／キャラ電                                                | 電話帳お預かりサービス                 | フルブラウザ                                         |
| おまかせロック／バイオ認証         | 外部メモリーへiモードコンテンツ移行／ユーザーデータ一括バックアップ | トルカ                                 | iC通信／iCお引越しサービス                           |
| きせかえツール／ダイレクトメニュー | バーコードリーダ／名刺リーダ                                        | 2in1                                   | エリアメール／ソフトウェアーアップデート自動更新     |
| GSM／3Gローミング（WORLD WING）    | 着うたフル／うた・ホーダイ                                          | Music&Videoチャネル／ビデオクリップ    | デジタルオーディオプレーヤー(WMA)(AAC)(SDオーディオ) |

1. ↑  インカメラは無い為「体を動かす」を中心とした一部のコンテンツは非対応
2. ↑  BモードのメールはWebメールとなる。
3. ↑  microSDHCメモリーカードは非対応

### ワンセグ機能
- 字幕放送
- クイックインフォ&スタイルチェンジ
- Gガイド番組表リモコンからの録画予約
- タイムシフト再生
- 倍速再生

## 歴史
- 2008年10月21日 - 技術基準適合証明（Bluetooth）通過。
- 2008年11月5日 - F-01A・F-02A・F-03A・F-04A・N-01A・N-02A・N-03A・N-04A・P-01A・P-02A・P-03A・P-04A・P-05A・SH-01A・SH-02A・SH-03A・SH-04A・L-01A・HT-01A・HT-02A・Nokia E71・BlackBerry Boldの開発を発表。
- 2008年11月10日 - 電気通信端末機器審査協会（JATE）通過。
- 2008年11月14日 - 技術基準適合証明（TELEC）通過。
- 2009年1月23日 -　販売開始。

## 不具合
- 2009年4月23日に以下の不具合の修正と変更がソフトウェアの更新でなされた。
  - N-04Aから発信した通話終了後に、待受画面にマチキャラの不在着信表示が出る場合がある
  - ディスプレイの「照明設定」において、照明の「点灯時間」や「明るさ」の設定を変更した場合に「使用時間が短くなる」旨のガイダンスを表示
  - 端末を閉じた状態での待受画面（無操作状態）の場合、設定しているバックライトの点灯時間が経過すると、省電力モードの待ち時間設定に関わらず、省電力モードに移行
- 2010年7月29日に以下の不具合の修正がソフトウェアの更新でなされた。
  - スライドを開けると画面が真っ暗になる場合がある。
- 2011年3月9日に以下の不具合改修がソフトウェア更新で実施された。
  - iモード通信時に画像ファイルのアップロードができない場合がある。